# David Laws
Pour les articles homonymes, voir Laws.
David Laws, né le 30 novembre 1965 à Farnham, est un homme politique britannique, ancien député à la Chambre des communes (2001-2015) et brièvement secrétaire en chef du Trésor dans le premier gouvernement de David Cameron en mai 2010. Il est membre des Libéraux-démocrates.
Il doit démissionner le 30 mai 2010 du gouvernement de coalition dirigé par David Cameron après avoir reconnu avoir perçu de manière indue des indemnités liées à des notes de frais pour des chambres louées dans les deux propriétés appartenant à son compagnon. Remplacé par Danny Alexander, David Laws explique avoir voulu protéger sa vie privée et garder ainsi secrète sa relation homosexuelle. Sa démission, qui constitue l'une des six démissions ministérielles à la suite du scandale des dépenses du Parlement à partir de 2009, s'accompagne d'une suspension d'une semaine au Parlement.
Il réintègre le gouvernement de David Cameron le 4 septembre 2012 en tant que ministre d'État au Bureau du Cabinet et ministre d'État chargé des Écoles au sein du département de l'Éducation, fonctions qu'il conserve jusqu'au 8 mai 2015. Lors des élections générales de 2015, il perd son siège face à Marcus Fysh, candidat du Parti conservateur.